# Ярмольник Леонід Ісаакович
Леонід Ісаакович Ярмольник (нар. 22 січня 1954, станція Гродеково в смт Пограничний, Анучинський район, Приморський край, РРФСР) — російський актор, продюсер, шоумен і телеведучий єврейського походження. У березні 2014 року підтримав анексію Криму Російською Федерацією.

## Життєпис
Народився 22 січня 1954 року в родині військовослужбовця. 
Дитинство і шкільні роки пройшли у Львові. У Львові грав у молодіжному Театрі Ленінського комсомолу.
Закінчив Московське театральне училище ім. Б. Щукіна (1976).
Виступав на сцені Театру драми і комедії на Таганці (1976—1983). Нині працює в кіно і на телебаченні («Ь—клуб»).
На початку 90-х розлучився з дружиною та отримав громадянство України. До цього кроку його підштовхнуло бажання приватизувати батьківську квартиру у Львові. Після продажу нерухомості повернувся до дружини та російського громадянства.

## Громадянська позиція
У березні 2014 підтримав введення російських військ до Криму та його анексію Росією, назвавши цей півострів «споконвічно російською землею». Тоді ж заявив про ксенофобію, яка притаманна українцям, підтвердивши свої слова розповіддю про лінчування в Україні темношкірого іноземця. Ці слова викликали численні жарти про «розірваного на березах» Ярмольника.
При цьому, разом з Аллою Пугачовою та рядом інших російських діячів підписав у 2014 році звернення на захист Андрія Макаревича, який за свою позицію піддавався в Росії переслідуванню.
1 червня 2017 року речниця Служби безпеки України Олена Гітлянська повідомила, що СБУ заборонила в'їзд в Україну Леоніду Ярмольнику та звернулася до Міністерства культури України з метою внесення його у список осіб, які загрожують національній безпеці України.
Після початку відкритої війни РФ проти України Ярмольник втік з Росії до Латвії.
21 січня 2024 року в інтерв'ю інформаційному агентству ТАСС Леонід Ярмольник похвалив політику Путіна і рішення про вторгнення окупаційної армії в Україну. За його словами, те, що відбувається, розвивається «за правильними законами для того, щоб відстояти свій суверенітет, свої принципи, зберегти мир», а Росія «виборює перемогу світла».

## Фільмографія
Знімався у фільмах:
- «Сищик» (Гнус, 1979),
- «Сашко» (1981, німецький солдат),
- «Казка, розказана вночі» (1981, Клаус),
- «Повернення резидента» (1982, Чарлі),
- «Сузір'я кохання» (1985, Шут),
- «Одеса» (2019, Григорій Йосипович)

та у телефільмах:
- «ТАРС уповноважений заявити...» (1983, 10 с),
- «Снігова королева» (1985, Нарцис) та ін.

Зіграв в українських стрічках:
- «Інспектор Лосєв» (1982),
- «Капітан Фракасс» (1984, т/ф, Леандр),
- «Звіздар»,
- «Капітан «Пілігрима»» (1986, Геріс),
- «Одіссея капітана Блада» (1991).